# Poa masenderana
Poa masenderana là một loài thực vật có hoa trong họ Hòa thảo. Loài này được Freyn & Sint. miêu tả khoa học đầu tiên năm 1902.